# Ameles spallanzania
Espèce
Ameles spallanzania est une espèce d'insectes de la famille des Amelidae (ordre des Mantodea).

## Répartition
Cette espèce est typique du bassin méditerranéen. Elle se rencontre en Albanie, en Algérie, à Chypre, en Croatie, en Espagne, en France, en Grèce, en Italie, en Libye, à Malte, au Maroc, au Monténégro et en Tunisie ainsi qu'au Portugal.
En Italie, son aire de répartition s'est récemment étendue vers le nord du pays.
Elle a été récemment introduite en Hongrie et observée en Suisse et en Allemagne.

## Description
Ameles spallanzania est une petite espèce de taille variant entre 18 et 40 mm et présentant un dimorphisme sexuel marqué avec des mâles élancés aux ailes entières et des femelles brachyptères trapues.

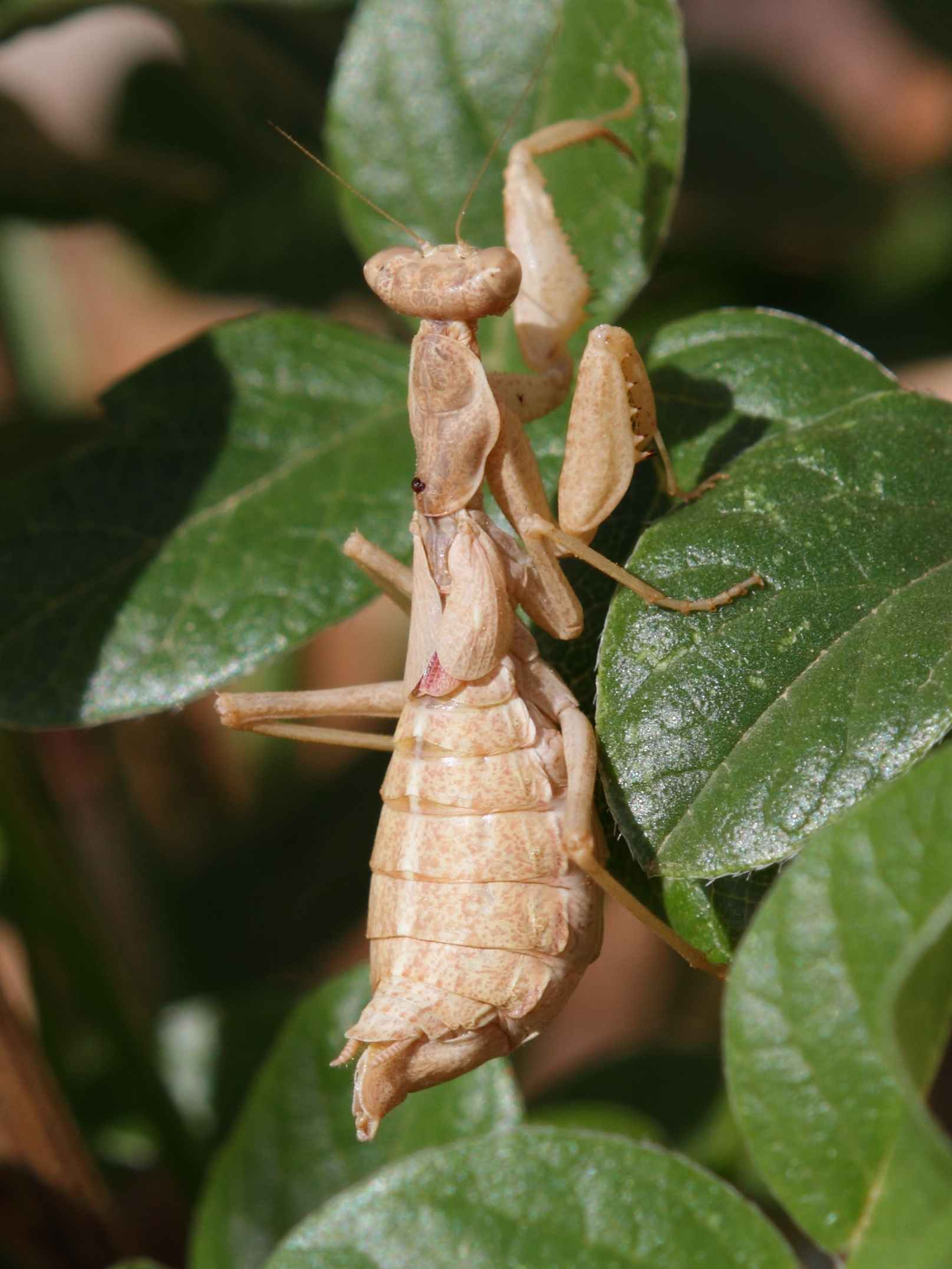
Ameles spallanzania ♀ (Croatie)

De couleur ocre ou verte, ou encore brune ou grise, cette espèce est d'apparence massive avec un abdomen large et souvent recourbé chez la femelle,.
Cette espèce possède un vertex légèrement convexe sans bosses.
Les yeux ont un tubercule plus ou moins développé et sont coniques chez le mâle et modérément coniques chez la femelle qui présente un clypéus avec une nette carène horizontale.
Le pronotum est large et trapu. Les ailes postérieures du mâle sont hyalines comme chez toutes les espèces du genre Ameles. La plaque suranale est exceptionnellement courte chez la femelle.
L'organe génital mâle possède un épiphallus droit avec un repli interne développé presque jusqu'à l'extrémité de l'organe ou dépassant en longueur la longueur moyenne de l'organe. L'hypophallus a un bord apical aigu en forme de bec de faucon inversé.

## Habitat
Ameles spallanzania affectionne les habitats ouverts thermophiles richement structurés comme les pelouses sèches avec des buissons et les formations vivaces des friches.

## Éthologie

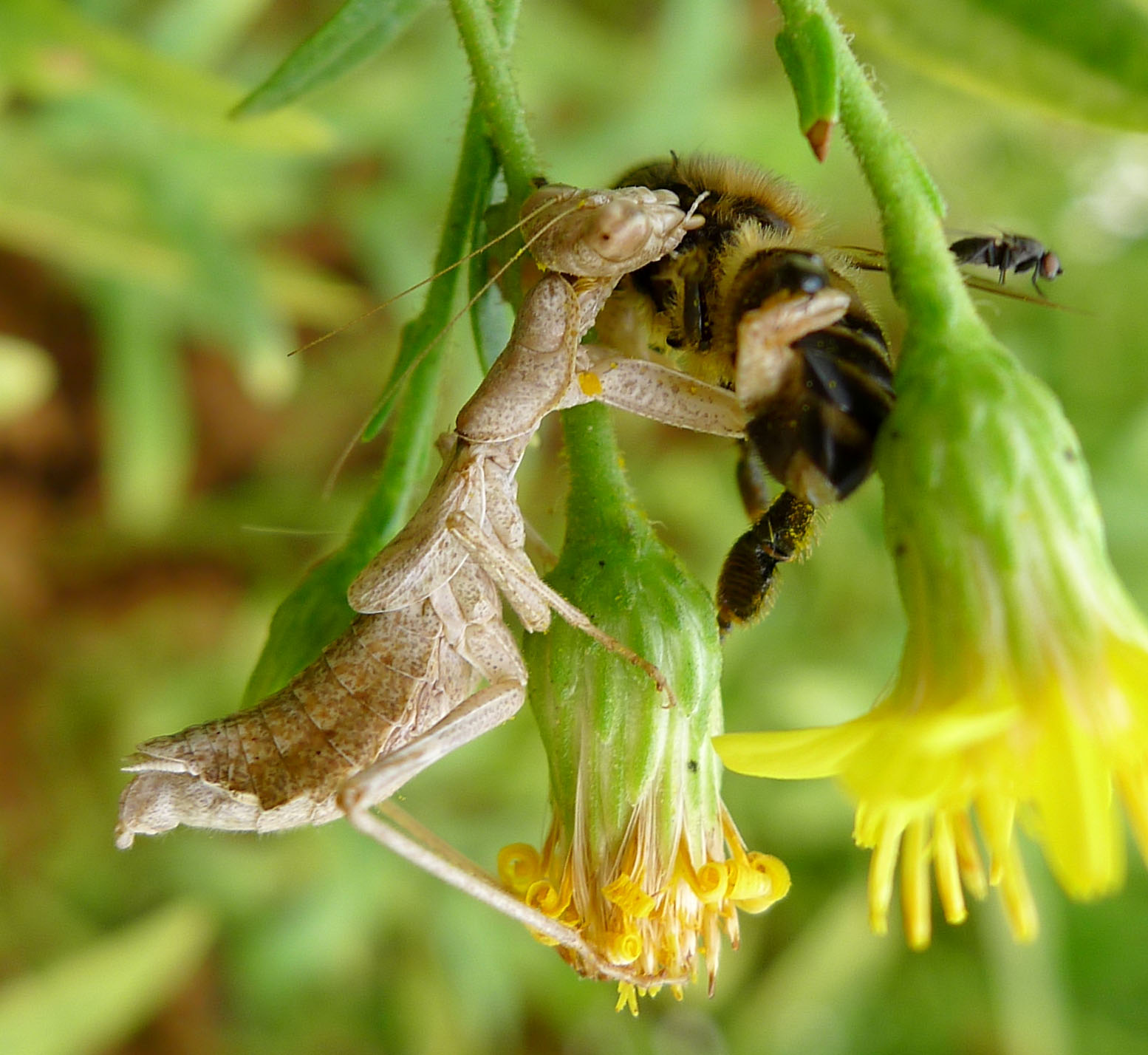
Ameles spallanzania capturant un hyménoptère (Espagne)

En termes de phénologie, Ameles spallanzania apparaît assez tard dans l'année et a une période d'éclosion flexible. Les femelles pondent leur oothèque de septembre à octobre sur des surfaces dures et ensoleillées. Elle peut résister à la neige, à la glace et à des températures aussi basses que -9°C. Les œufs éclosent assez tard en été (en juin) lorsque les températures minimales de l'air sont de l'ordre de 15 à 20°C. La durée d'éclosion peut varier fortement, l'écart pouvant atteindre un mois.
Ses morphes de couleurs variées s'adaptent parfaitement à son habitat et lui permettent de se camoufler et de chasser à affût de petits arthropodes.
Les observations récente de cette espèce bien au nord de son aire de répartition méditerranéenne, notamment en France, en Suisse et en Allemagne, dans des biotopes différents de son habitat naturel suggère une introduction accidentelle ou volontaire d'autant plus que la femelle est brachyptère ce qui renforce l’hypothèse excluant une colonisation naturelle.

## Prédateur
Le petit gecko nocturne méditerranéen Hemidactylus turcicus (Linnaeus, 1758) est un prédateur d'Ameles spallanzania.

## Systématique
L'espèce Ameles spallanzania a été nommée et décrite en 1792 par l'entomologiste italien Pietro Rossi sous le protonyme Mantis spallanzania et probablement dédiée à Lazzaro Spallanzani.

### Publication originale
- Rossi, P. 1792. Mantissa insectorum exhibens species nuper in Etruria collectas, adiectis faunae etruscae illustrationibus, ac emendationibus. 1: 1–148 [102]. Pisis: Polloni. (lire en ligne)